# Critical Assessment of Techniques for Protein Structure Prediction

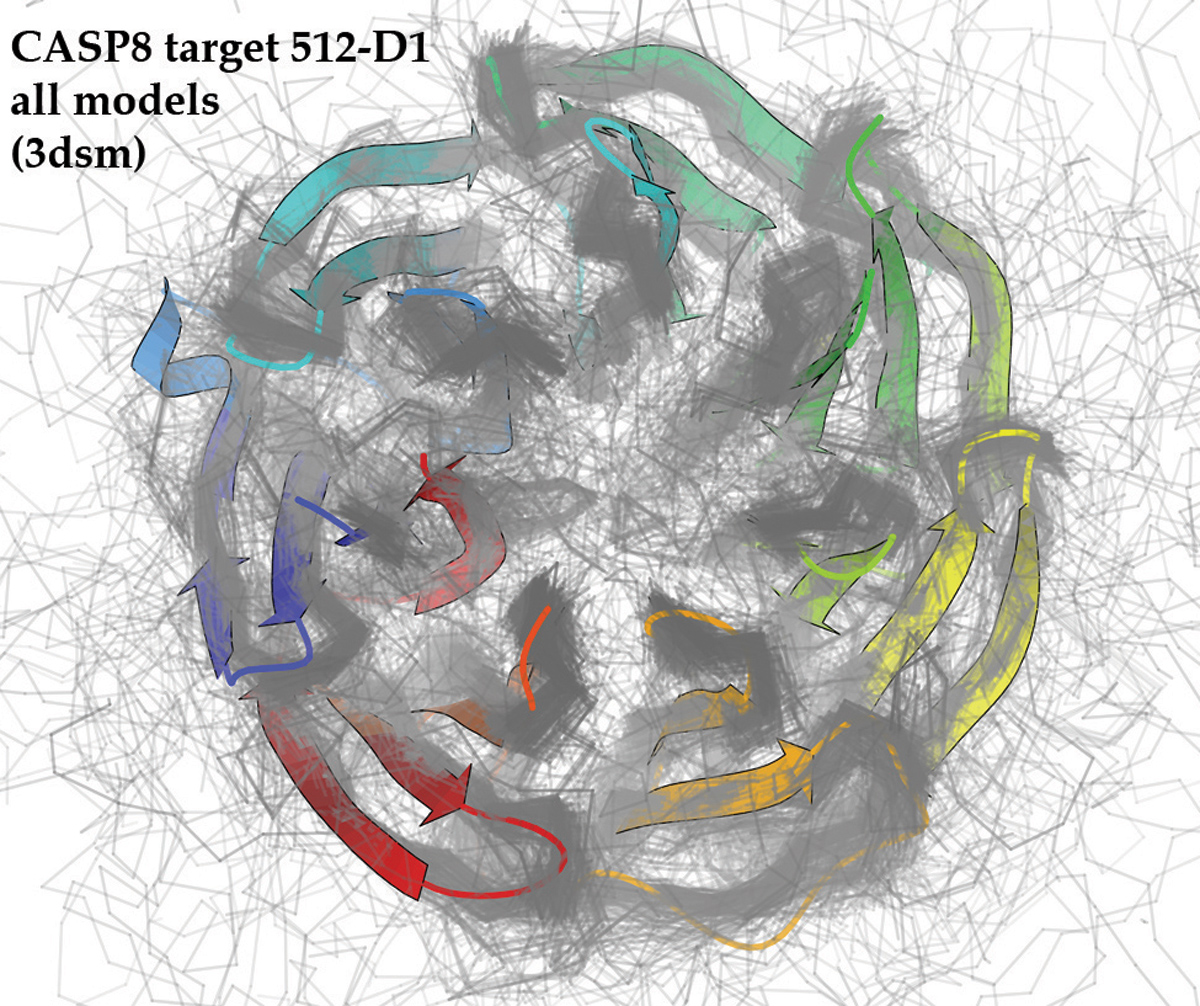
Una estructura objectiu (cintes) i 354 prediccions basades en plantilles superposades (gris columnes C alfa) del CASP8

Critical Assessment of Techniques for Protein Structure Prediction (CASP) ("avaluació crítica de les tècniques per la predicció estructural proteica") és un experiment mundial comunitari per la  predicció estructural proteica que es duu a terme cada dos dos anys des del 1994. CASP proporciona als grups d'investigació una oportunitat d'avaluar objectivament els seus mètodes de predicció estructural i ofereix una avaluació independent sobre l'estat de l'art del modelatge estructural proteic a la comunitat investigadora i als usuaris de programari. Encara que l'objectiu principal de CASP és ajudar a promoure els mètodes d'identificació de l'estructura tridimensional proteica a partir de la seva seqüència d'aminoàcids, molts veuen l'experiment més com un "campionat mundial" d'aquesta matèria de la ciència. Més de 100 grups d'arreu del món participen a CASP de forma regular i no és poc comú que grups sencers suspenguin altres investigacions per mesos mentre s'enfoquen en tenir els servidors llestos per l'experiment i en realitzar la detallada predicció.

## Selecció de la proteïna objectiu
Per assegurar-se que cap predictor pugui tenir informació prèvia sobre l'estructura de la proteïna que el posaria en avantatge, és important que l'experiment sigui dut a terme de manera doble cega: Ni els predictors ni els organitzadors i avaluadors coneixen les estructures de les proteïnes objectiu en el moment que les prediccions s'estiguin fent. Els objectius de les prediccions estructurals són o bé estructures que seran pròximament determinades per cristal·lografia de rajos X o espectroscòpia de RMN, o són estructures que acaben de ser resoltes (principalment per un dels centres de genòmica estructural) i són mantingudes en espera pel Protein Data Base. Si la seqüència donada és trobada relacionada per descendència comuna a una seqüència proteica d'estructura coneguda (anomenada plantilla), el modelatge homòleg pot ser ocupat per predir l'estructura terciària. Les plantilles poden ser trobades utilitzant mètodes d'alineament de seqüències com ara BLAST o FASTA o mètodes protein threading, que són millors en trobar plantilles que estan remotament relacionades. Altrament, una predicció estructural proteica de novo ha de ser aplicada, que és menys fiable però a vegades pot produir models amb el plegament correcte. Els plegaments realment nous són cada vegada més rars entre els objectius, fent aquella categoria menor del que seria desitjable.

## Avaluació
El mètode principal d'avaluació és una comparació de les posicions α-carboni del model predit amb les de l'estructura objectiu. La comparació és mostrada visualment per traços acumulatius de les distàncies entre parells d'equivalents α-carboni en l'alineació del model i en el de l'estructura, tal com es mostra en la figura (un model perfecte es mantindria en zero per tota l'amplada del gràfic), i és assignada una puntuació numèrica GDT-TS (Global Distance Test — Total Score) que descriu el percentatge de residus ben modelats en el model respecte a l'objectiu. Modelatge lliure (sense plantilles, o de novo) també és visualment avaluada pels avaluadors, car les puntuacions numèriques no funcionen igual de bé en trobar semblances en els casos més difícils. Prediccions d'alta exactitud basades en plantilles foren avaluades a CASP7 per si funcionaven per les fases de substitució molecular de l'estructura cristall objectiu amb els èxits seguits després, i per la qualitat del model sencer (no només α-carboni) i comparació del model sencer a l'objectiu a CASP8.
L'avaluació dels resultats és duta a terme en les següents categories de predicció:
- Predicció estructural terciària (tots els CASP)
- Predicció estructural secundària (només fins a CASP5)
- Predicció de complexos proteics (només CASP2; un experiment independent - CAPRI - continua en aquest tema)
- Predicció contacte residu-residu (a partir de CASP4)
- Predicció de regions desordenades (a partir de CASP5)
- Predicció de fronteres del domini proteic (CASP6–CASP8)
- Predicció de la funció biològica (a partir de CASP6)
- Avaluació de qualitat del model (a partir de CASP7)
- Refinament de model (a partir de CASP7)
- Prediccions d'alta exactitud basades en plantilles (a partir de CASP7)

La categoria de predicció estructural terciària fou a més subdividida en:
- Modelatge homòleg
- Reconeixement de plegament (també anomenat protein threading, cosa que és incorrecte car threading és un mètode)
- Predicció estructural de novo, ara coneguda com a New Fold car molts mètodes apliquen avaluacions, o puntuació, funcions que són parcials pel coneixement de l'estructura proteica nativa, tal com una xarxa artificial neural.

A partir de CASP7, les categories han sigut redefinides per reflectir el desenvolupament en els mètodes. La categoria de modelatge basat en plantilles inclou tots els modelatges comparatius antics, models basats en plegaments homòlegs i alguns models basats en plegaments anàlegs. La categoria de modelatge sense plantilles inclou models de proteïnes amb plegaments mai abans vistos i models basats en plegaments anàlegs difícils.
Els resultats de CAPS són publicats en publicacions suplementàries de la revista científica Proteins, les quals són accessibles a través de la pàgina web de CASP. Un article de portada a cadascun d'aquests suplements descriu els detalls de l'experiment mentre que un article de tancament avalua el progrés en aquesta matèria.

## Classificació de resultats
Avaluacions automàtiques per CASP9 (2010)
- Classificació oficial només servidors (147 objectius)
- Classificació oficial d'humans i servidors (78 objectius)
- Classificació per Grishin Lab (només servidors)
- Classificació per Grishin Lab (humans i servidors)
- Classificació per Zhang Lab
- Classificació per Cheng Lab Arxivat 2011-07-20 a Wayback Machine.

Avaluacions automàtiques per CASP8 (2008)
- Classificació oficial només per servidors
- Classificació oficial d'humans i servidors
- Classificació per Zhang Lab
- Classificació per Grishin Lab
- Classificació per McGuffin Lab
- Classificació per Cheng Lab Arxivat 2011-07-20 a Wayback Machine.

Avaluacions automàtiques per CASP7 (2006)
- Classificació per Livebench Arxivat 2007-10-22 at Archive.is
- Classificació per Zhang Lab